# Shane Firus
Shane Firus (ur. 21 lutego 1994 w Vancouver) – kanadyjski łyżwiarz figurowy reprezentujący Irlandię, startujący w parach tanecznych z Carolane Soucisse. Wicemistrz czterech kontynentów (2018), medalista zawodów z cyklu Challenger Series oraz brązowy medalista mistrzostw Kanady (2020).
Jego starszy brat Liam (ur. 1992) był łyżwiarzem figurowym, rywalizował w konkurencji solistów m.in. na igrzyskach olimpijskich 2014 w Soczi.

## Osiągnięcia

### Pary taneczne

#### Z Carolane Soucisse

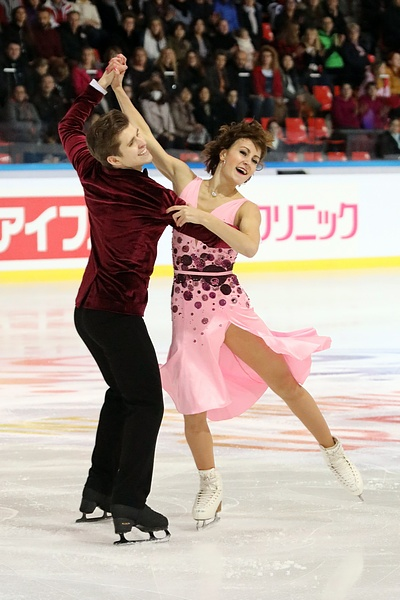
Taniec dowolny na Internationaux de France 2019

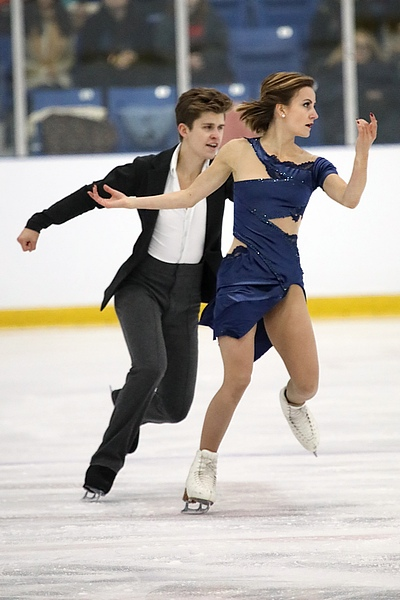
Taniec dowolny na Autumn Classic International 2018

|                                  | Kanada | Kanada | Kanada | Kanada | Kanada  | Kanada | Kanada | Irlandia |
| Zawody                           | 16–17  | 17–18  | 18–19  | 19–20  | 20–21   | 21–22  | 22–23  | 23–24    |
| Międzynarodowe                   |        |        |        |        |         |        |        |          |
| Mistrzostwa świata               |        | 14     |        | C      |         |        |        | 20       |
| Mistrzostwa Europy               |        |        |        |        |         |        |        | 13       |
| Mistrzostwa czterech kontynentów |        | 2      |        | 7      | C       | 4      |        |          |
| GP Grand Prix Espoo              |        |        |        |        |         |        | 6      |          |
| GP Gran Premio d’Italia          |        |        |        |        |         | 7      |        |          |
| GP Internationaux de France      |        |        |        | 7      |         |        |        |          |
| GP NHK Trophy                    |        |        | 5      | 8      |         |        |        |          |
| GP Skate America                 |        |        |        |        |         | 7      | 8      |          |
| GP Skate Canada International    |        | 7      | 8      |        | C       |        |        |          |
| CS Autumn Classic International  | 7      |        | 3      | 5      |         | 5      |        |          |
| CS Finlandia Trophy              |        | 4      | 4      |        |         | 11     |        |          |
| CS Golden Spin of Zagreb         |        |        |        |        |         |        |        | 12       |
| CS Nebelhorn Trophy              |        |        |        |        |         |        | 3      |          |
| CS U.S. International Classic    |        | 5      |        | 3      |         |        |        |          |
| Bosphorus Cup                    |        |        |        |        |         |        |        | 8        |
| Cup of Nice                      | 7      |        |        |        |         |        |        |          |
| Lake Placid IDI                  |        |        |        | 4      |         |        |        |          |
| Krajowe                          |        |        |        |        |         |        |        |          |
| Mistrzostwa Kanady               | 4      | 4      | 5      | 3      | C       | 4      | 4      |          |
| SC Challenge                     | 2      |        |        |        |         |        |        |          |
| Québec Sectionals                | 1      |        |        |        |         |        |        |          |
| Zawody drużynowe                 |        |        |        |        |         |        |        |          |
| World Team Trophy                |        |        |        |        | 6 T 6 P |        |        |          |

#### Z Lauren Collins
| Zawody                                | 14–15          | 15–16          |                |                |                |                |                |                |                |                |                |                |                |                |                |                |                |
| Międzynarodowe                        | Międzynarodowe | Międzynarodowe | Międzynarodowe | Międzynarodowe | Międzynarodowe | Międzynarodowe | Międzynarodowe | Międzynarodowe | Międzynarodowe | Międzynarodowe | Międzynarodowe | Międzynarodowe | Międzynarodowe | Międzynarodowe | Międzynarodowe | Międzynarodowe | Międzynarodowe |
| ------------------------------------- | -------------- | -------------- | -------------- | -------------- | -------------- | -------------- | -------------- | -------------- | -------------- | -------------- | -------------- | -------------- | -------------- | -------------- | -------------- | -------------- | -------------- |
| CS Nebelhorn Trophy                   |                | 5              |                |                |                |                |                |                |                |                |                |                |                |                |                |                |                |
| Międzynarodowe: Kategorie młodzieżowe |                |                |                |                |                |                |                |                |                |                |                |                |                |                |                |                |                |
| JGP w Japonii                         | 6              |                |                |                |                |                |                |                |                |                |                |                |                |                |                |                |                |
| Krajowe                               |                |                |                |                |                |                |                |                |                |                |                |                |                |                |                |                |                |
| Mistrzostwa Kanady                    | 2 J            | 10             |                |                |                |                |                |                |                |                |                |                |                |                |                |                |                |
| SC Challenge                          | 3 J            | 2              |                |                |                |                |                |                |                |                |                |                |                |                |                |                |                |
| Central Ontario                       | 1 J            | 1              |                |                |                |                |                |                |                |                |                |                |                |                |                |                |                |

#### Z Caelen Dalmer
| Zawody                                | 09–10                                 | 10–11                                 | 11–12                                 | 12–13                                 |                                       |                                       |                                       |                                       |                                       |                                       |                                       |                                       |                                       |                                       |                                       |                                       |                                       |                                       |
| Międzynarodowe: Kategorie młodzieżowe | Międzynarodowe: Kategorie młodzieżowe | Międzynarodowe: Kategorie młodzieżowe | Międzynarodowe: Kategorie młodzieżowe | Międzynarodowe: Kategorie młodzieżowe | Międzynarodowe: Kategorie młodzieżowe | Międzynarodowe: Kategorie młodzieżowe | Międzynarodowe: Kategorie młodzieżowe | Międzynarodowe: Kategorie młodzieżowe | Międzynarodowe: Kategorie młodzieżowe | Międzynarodowe: Kategorie młodzieżowe | Międzynarodowe: Kategorie młodzieżowe | Międzynarodowe: Kategorie młodzieżowe | Międzynarodowe: Kategorie młodzieżowe | Międzynarodowe: Kategorie młodzieżowe | Międzynarodowe: Kategorie młodzieżowe | Międzynarodowe: Kategorie młodzieżowe | Międzynarodowe: Kategorie młodzieżowe | Międzynarodowe: Kategorie młodzieżowe |
| ------------------------------------- | ------------------------------------- | ------------------------------------- | ------------------------------------- | ------------------------------------- | ------------------------------------- | ------------------------------------- | ------------------------------------- | ------------------------------------- | ------------------------------------- | ------------------------------------- | ------------------------------------- | ------------------------------------- | ------------------------------------- | ------------------------------------- | ------------------------------------- | ------------------------------------- | ------------------------------------- | ------------------------------------- |
| JGP w Słowenii                        |                                       |                                       |                                       | 6                                     |                                       |                                       |                                       |                                       |                                       |                                       |                                       |                                       |                                       |                                       |                                       |                                       |                                       |                                       |
| JGP we Włoszech                       |                                       |                                       | 9                                     |                                       |                                       |                                       |                                       |                                       |                                       |                                       |                                       |                                       |                                       |                                       |                                       |                                       |                                       |                                       |
| Krajowe                               |                                       |                                       |                                       |                                       |                                       |                                       |                                       |                                       |                                       |                                       |                                       |                                       |                                       |                                       |                                       |                                       |                                       |                                       |
| Mistrzostwa Kanady                    |                                       | 4 N                                   | 7 J                                   | 3 J                                   |                                       |                                       |                                       |                                       |                                       |                                       |                                       |                                       |                                       |                                       |                                       |                                       |                                       |                                       |
| SC Challenge                          | 5 P                                   | 4 N                                   | 7 J                                   | 6 J                                   |                                       |                                       |                                       |                                       |                                       |                                       |                                       |                                       |                                       |                                       |                                       |                                       |                                       |                                       |
| BC/YT Sectionals                      |                                       | 3 N                                   |                                       |                                       |                                       |                                       |                                       |                                       |                                       |                                       |                                       |                                       |                                       |                                       |                                       |                                       |                                       |                                       |

### Soliści
| Mistrzostwa Kanady | 7N |